# Joan Abancó i Capdevila
Joan Abancó i Capdevila (Moià, 8 de febrer de 1917 - Manresa, 13 de juny de 2014) és un pintor català. De ben jove comença a remenar pinzells i, a l'edat de vint anys, s'endinsa en el conreu de la pintura artística. Les seves primeres influències van ser els paisatgista moianès Josep Ventora i el burgalès establert a Barcelona Francisco Sainz de la Maza. Algun crític situa Abancó com a deixeble del mestre de l'Escola d'Arts i Oficis de Manresa, Evarist Basiana.
Abancó exposa la seva primera obra a Moià a vols dels anys 40 dins de diferents mostres col·lectives que organitza la Sala de la Caixa de Pensions. Els anys 1954, 1955 i 1957 ja ho fa en solitari a la Casa del Libro de Barcelona. La seva obra es basava en temes campestres del Moianès i contorns.
La seva quarta exposició en solitari a Barcelona se celebra a la Sala Jaimes. Mentrestant participa en concursos de pintura i comença a rebre el reconeixement part part dels jurats. Guanya el tercer Concurs de Pintura Ràpida de la Festa de la Misteriosa Llum de Manresa (1963), el Certamen del Cercle Artístic de Manresa (1965), el Saló d'Art de Martorell (1968), el Concurs de Pintura Ràpida de Sallent (1968), la Biennal de Salelles (1971) i el Saló d'Art de Centelles (1979), per citar-ne alguns exemples.
L'artista es trasllada l'any 1974 a Manresa. Exposa la sobra obra en múltiples exposicions i espais de la geografia catalana. El 20 de novembre de 1987 s'obre al públic la primera antologia 'Abancó. 50 anys de pintura' a la Sala La Plana de l'Om de Manresa, on es repassa tota la seva obra artística. El 8 de novembre de 2003 va rebre un homenatge similar al Museu Rafel Casanova de Moià. I encara va rebre un darrer homenatge a Centelles (d'on era originària la seva família), que s'inaugurà el 21 d'agost de 2004.
El 20 de juny de 2015, un any després de la seva mort, es va estrenar l'exposició 'Joan Abancó, record i homenatge' a la Sala d'Exposicions del Casal de Moià amb un recull de tota l'obra pròpia, que conservava ell mateix o els seus familiars més directes.